# Nadine Kessler
Nadine Kessler, née le 4 avril 1988 à Landstuhl, est une dirigeante et ancienne footballeuse internationale allemande. Évoluant au poste de milieu offensif durant sa carrière, elle joue au 1. FC Sarrebruck entre 2004 et 2009, en 2. Bundesliga et Bundesliga, puis rejoint les tops clubs allemands 1. FFC Turbine Potsdam en 2009 et VfL Wolfsburg de 2011 à 2016.
Avec Potsdam et Wolfsburg, elle est championne d'Allemagne à quatre reprises et remporte la Ligue des champions à trois reprises. En 2014, Kessler nommée meilleure joueuse de l'année par la FIFA. Joueuse de l'équipe nationale allemande de 2010 à 2016, elle devient championne d'Europe en 2013.
En avril 2016, à 28 ans, elle met fin à sa carrière en raison d'une blessure persistante. En 2017, elle intègre l'UEFA et est actuellement à la tête du football féminin au sein de l'organisation européenne.

## Carrière

### Club
Nadine Kessler, surnommée Kessi, commence sa carrière au SV Herschberg. Elle joue ensuite au Hermersberg SV puis au SC Weselberg avant de rejoindre en 2004 le FC Sarrebruck, et de participer à sa première saison en 2. Bundesliga. En 2006, elle est la deuxième meilleure buteuse de la Bundesliga Sud. Un an plus tard, elle est meilleure buteuse et aide grandement son club à monter en première division. En 2008, elle arrive avec son équipe en finale de la coupe d'Allemagne, mais perd 1-5 contre le 1. FFC Francfort. Keßi se blesse le 12 mai 2008 au cours d'un match contre le VfL Wolfsburg, après s'être fissuré le cartilage derrière la rotule.
En 2009, elle participe à la remontée de son club en Bundesliga, mais rejoint avec Josephine Henning le 1. FFC Turbine Potsdam. Avec le club de Potsdam, elle est championne d'Allemagne, remporte la coupe d'Allemagne en salle ainsi que la Ligue des champions lors de la saison 2009-2010. Pour la saison 2011-2012, Keßi joue à Wolfsburg. Lors de cette saison, son équipe gagne la coupe d'Allemagne en salle et termine deuxième de la Bundesliga, ce qui leur permet de participer pour la première fois de leur histoire à la Ligue des champions l'année d'après. Année où Wolfsburg fait le triplé en gagnant le Championnat d'Allemagne, la Coupe d'Allemagne en battant 1. FFC Turbine Potsdam 3-2 et la Ligue des champions en battant l'Olympique lyonnais, double tenant du titre, 1-0. Elle est élue meilleure joueuse de la Bundesliga la même année en marquant 8 buts pour 18 matchs joués en Bundesliga.

### Équipe nationale

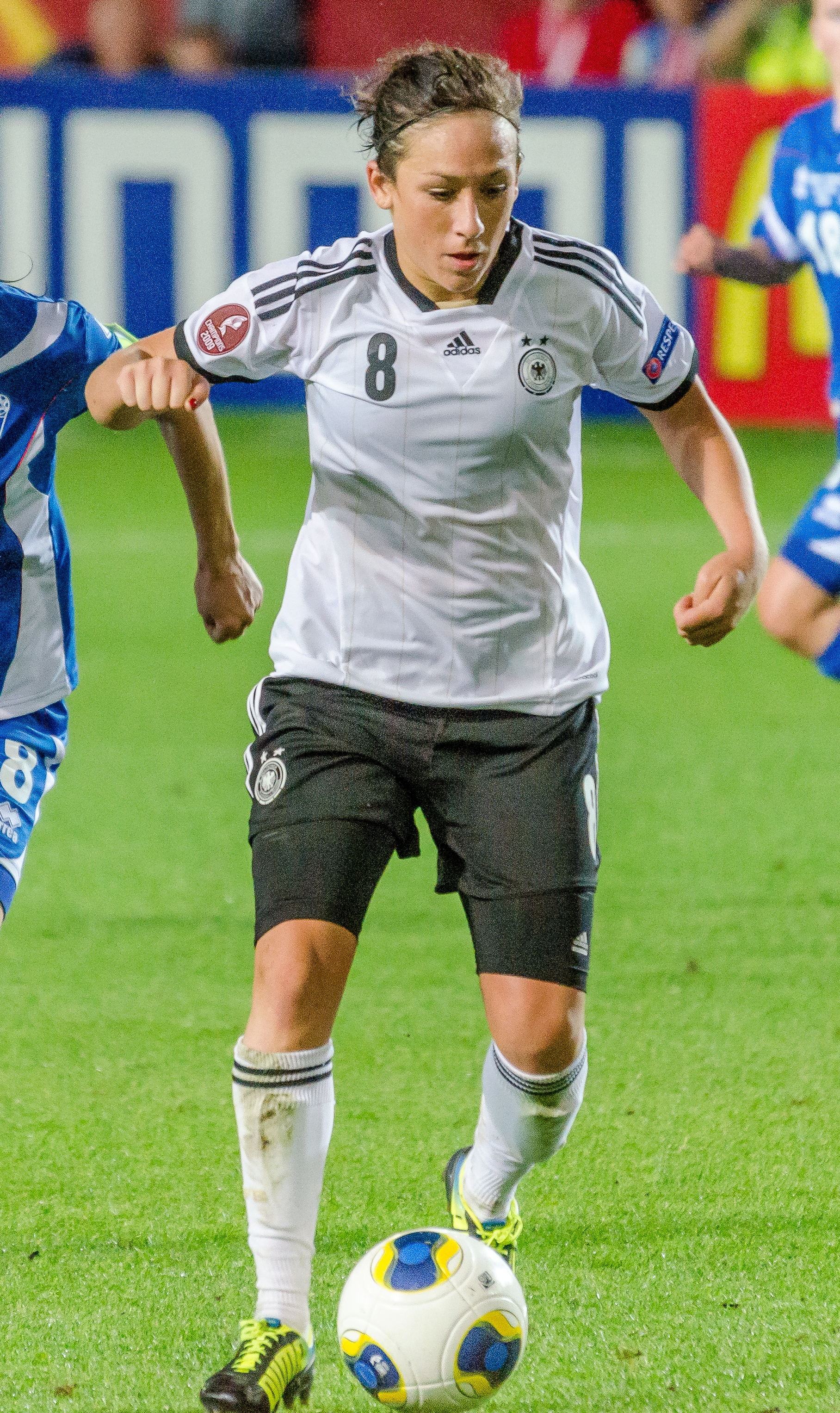
Kessler contre l'Islande lors de l'Euro 2013.

En 2006, Kessi remporte le championnat d'Europe des moins de 19 ans et atteint les quarts de finale de la Coupe du monde des moins de 20 ans. L'année d'après, elle remporte à nouveau le Championnat d'Europe des moins de 19 ans. Puis, en 2008, elle participe à nouveau à la Coupe du monde des moins de 20 ans, en se classant cette fois-ci troisième du tournoi.
Le 22 février 2010, Kessi est appelée afin de disputer l'Algarve Cup avec l'équipe nationale. Lors du tournoi, elle fait ses débuts sen sélection à l'occasion d'un match contre la Finlande. Le match est gagné 7-0 et Keßi inscrit son premier but. Elle est ensuite sélectionnée pour jouer le championnat d'Europe 2013. Les Allemandes remportent la compétition, battant en finale la Norvège sur le score de 1-0.

### Retraite sportive
En avril 2016, elle met un terme à sa carrière à l'âge de 28 ans en raison de problèmes persistants au genou. Silvia Neid, sélectionneuse de la sélection allemande, affirme que « c'est évidemment une perte énorme pour le football féminin en Allemagne. Nadine Kessler est une footballeuse douée d'un talent exceptionnel avec une personnalité fantastique ».
En juillet, Kessler est nommée ambassadrice du football féminin de l'UEFA. En mars 2017, elle intègre l'organisation européenne en tant que conseillère du football féminin. En octobre de la même année, elle est promue à la tête du football féminin en tant que Head of Women's Football à l'UEFA. En 2020, elle devient Chief of Women's Football.

## Palmarès

### En club
- Ligue des champions féminine (3)
  - Vainqueur en 2009–10, 2012-13 et 2013-14

- Championnat d'Allemagne (4)
  - Championne en 2009-10, 2010-11, 2012-13 et 2013-14

- Coupe d'Allemagne (2)
  - Vainqueur en 2012-13, 2014-2015

- Coupe en salle d'Allemagne (1)
  - Vainqueur en 2009-10

- Championnat d'Allemagne de deuxième division (2)
  - Championne en 2006-07, 2008-09

### En sélection
- Championnat d'Europe (1)
  - Vainqueur en 2013

- Championnat d'Europe des moins de 19 ans (2)
  - Vainqueur en 2006 et 2007

- Algarve Cup (1)
  - Vainqueur en 2014

- Nordic Cup U17 (1)
  - Vainqueur en 2005

### Distinctions individuelles
- Joueuse mondiale de la FIFA en 2014
- Prix UEFA de la Meilleure joueuse d'Europe en 2014